# Punakʽa (miasto)
Punakʽa – miasto w zachodnim Bhutanie; siedziba administracyjna dystryktu Punakʽa; w Himalajach Wysokich, nad rzeką Sankosz (dorzecze Brahmaputry), na wysokości około 1500 m n.p.m.; 2388 mieszkańców (2008). Zimowa rezydencja królewska; ośrodek handlu zbożem, owocami i wyrobami rzemiosła; połączenie drogowe z Indiami.